# Communauté de communes du Pays du Der
La communauté de communes du Pays du Der est une ancienne structure intercommunale française, située dans le département de la Haute-Marne, région Grand Est.

## Historique
La communauté de communes du Pays du Der a été créée le 19 mars 1996 par transformation du District du Der créé le 1er janvier 1994.
Au regroupement initial de dix communes viennent s'ajouter :
- Sommevoire le 1er janvier 2009.
- Laneuville-à-Rémy à la suite de sa séparation (défusion) de Robert-Magny le 1er janvier 2012.

Le 1er janvier 2016, la création des communes nouvelles de La Porte-du-Der remplaçant deux communes et des Rives-Dervoises remplaçant quatre communes réduisent le nombre de communes à huit.
Par arrêté préfectoral du 24 novembre 2016 au 1er janvier 2017, elle fusionne avec les communautés de « Saint-Dizier, Der et Blaise (ancienne) » (39 communes), de « la vallée de la Marne » (11 communes) avec extension aux communes marnaises de Cheminon et Maurupt-le-Montois pour former la nouvelle intercommunalité de Saint-Dizier, Der et Blaise.

## Géographie
La communauté de communes est située au nord-ouest du département de la Haute-Marne.

## Composition
La structure, d'une superficie de 227,33 km2, comprenait 5803 habitants en 2011 et regroupait huit communes au 1er janvier 2016.
| Nom                     | Code Insee | Gentilé        | Superficie (km2) | Population (dernière pop. légale) | Densité (hab./km2) |
| ----------------------- | ---------- | -------------- | ---------------- | --------------------------------- | ------------------ |
| La Porte du Der (siège) | 52331      |                | 47,21            | 2 335 (2014)                      | 49                 |
| Ceffonds                | 52088      | Ceffondais     | 36,52            | 639 (2014)                        | 17                 |
| Frampas                 | 52206      | Frampasiens    | 10,22            | 166 (2014)                        | 16                 |
| Laneuville-à-Rémy       | 52266      |                | 5,96             | 60 (2014)                         | 10                 |
| Planrupt                | 52391      | Mairuptiens    | 8,33             | 312 (2014)                        | 37                 |
| Rives Dervoises         | 52411      |                | 76,70            | 1 386 (2014)                      | 18                 |
| Sommevoire              | 52479      | Sommevigériens | 32,68            | 716 (2014)                        | 22                 |
| Thilleux                | 52487      | Thilleulois    | 9,71             | 84 (2014)                         | 8,7                |

## Administration

### Conseil communautaire
- Représentation proportionnelle à la plus forte moyenne.

### Liste des présidents
Le président de la communauté de communes est élu par le conseil communautaire.
| Période | Période       | Identité           | Étiquette | Qualité                  |
| ------- | ------------- | ------------------ | --------- | ------------------------ |
| ?       | décembre 2016 | Jean-Jacques Bayer |           | Maire de La Porte du Der |

### Siège
Mairie de Montier-en-Der, 52220 Montier-en-Der.

## Compétences
Nombre total de compétences exercées : 16.